# Coupe du monde de VTT 2023
Navigation
2022 2024
La Coupe du monde de VTT 2023 est la 33e édition de la Coupe du monde de VTT. Cette édition comprend les disciplines suivantes : cross-country, cross-country short track, cross-country eliminator, cross-country à assistance électrique (E-Mountain Bike), descente, enduro (EDR) et enduro à assistance électrique,. 
Comme la saison précédente, chaque manche de cross-country élites est précédée d'une épreuve de cross-country short track dont les résultats octroient des points au classement général et servent à déterminer la grille de départ de la course. 
Plusieurs nouveautés sont au programme :
- Warner Bros. Discovery devient le nouvel organisateur du circuit.
- Cette saison comprend des épreuves d'enduro (EDR) et d'enduro électrique (EDR-E), qui étaient anciennement courues dans les Enduro World Series (UCI Mountain Bike Enduro World Cup).
- Les épreuves de XCM (marathon) sont intégrées à la Coupe du monde.
- Création des épreuves de XCC (short-track) pour les catégories espoirs.

## Programme
| Date                      | Lieu              | Disciplines | Disciplines | Disciplines | Disciplines | Disciplines | Disciplines |
| Date                      | Lieu              | XCO         | XCC         | XCM         | DHI         | EDR         | EDR-E       |
| ------------------------- | ----------------- | ----------- | ----------- | ----------- | ----------- | ----------- | ----------- |
| 25 mars-26 mars           | Maydena (en)      |             |             |             |             | X           |             |
| 1er avril-2 avril         | Derby (en)        |             |             |             |             | X           |             |
| 12 mai-14 mai             | Nove Mesto        | X           | X           | X           |             |             |             |
| 3 juin-4 juin             | Finale Ligure     |             |             | X           |             | X           | X           |
| 9 juin-11 juin            | Lenzerheide       | X           | X           |             | X           |             |             |
| 15 juin-18 juin           | Leogang           | X           | X           |             | X           | X           | X           |
| 24 juin-25 juin           | Val di Fassa      |             |             |             |             | X           | X           |
| 30 juin-2 juillet         | Val di Sole       | X           | X           |             | X           |             |             |
| 25 août-27 août           | Pal Arinsal       | X           | X           |             | X           |             |             |
| 1er septembre-3 septembre | Loudenvielle      |             |             |             | X           | X           | X           |
| 7 septembre-17 septembre  | Portes du Soleil  | X           | X           | X           | X           | X           | X           |
| 28 septembre-1er octobre  | Snowshoe Mountain | X           | X           | X           | X           |             |             |
| 6 octobre-8 octobre       | Mont Sainte-Anne  | X           | X           |             | X           |             |             |

## Cross-country

### Hommes

#### Élites
| # | Date         | Lieu              | Vainqueur         | Deuxième          | Troisième       | Leader du général |
| - | ------------ | ----------------- | ----------------- | ----------------- | --------------- | ----------------- |
| 1 | 14 mai       | Nove Mesto,       | Tom Pidcock       | Joshua Dubau      | Nino Schurter   | Tom Pidcock       |
| 1 | 14 mai       | Nove Mesto,       | 1 h 22 min 46 s   | + 5 s             | + 23 s          | Tom Pidcock       |
| 2 | 11 juin      | Lenzerheide,      | Nino Schurter     | Alan Hatherly     | Jordan Sarrou   | Nino Schurter     |
| 2 | 11 juin      | Lenzerheide,      | 1 h 24 min 04 s   | + 15 s            | + 16 s          | Nino Schurter     |
| 3 | 18 juin      | Leogang,          | Lars Forster      | Luca Schwarzbauer | Ondřej Cink     | Jordan Sarrou     |
| 3 | 18 juin      | Leogang,          | 1 h 17 min 41 s   | + 14 s            | + 23 s          | Jordan Sarrou     |
| 4 | 2 juillet    | Val di Sole,      | Nino Schurter     | Mathias Flückiger | Vlad Dascalu    | Nino Schurter     |
| 4 | 2 juillet    | Val di Sole,      | 1 h 20 min 22 s   | + 26 s            | + 38 s          | Nino Schurter     |
| 5 | 27 août      | Pal Arinsal,      | Mathias Flückiger | Thomas Griot      | Tom Pidcock     | Nino Schurter     |
| 5 | 27 août      | Pal Arinsal,      | 1 h 28 min 03 s   | + 23 s            | + 44 s          | Nino Schurter     |
| 6 | 10 septembre | Les Gets,         | Victor Koretzky   | Nino Schurter     | Vlad Dascalu    | Nino Schurter     |
| 6 | 10 septembre | Les Gets,         | 1 h 26 min 45 s   | + 17 s            | + 21 s          | Nino Schurter     |
| 7 | 28 septembre | Snowshoe,         | Jordan Sarrou     | Nino Schurter     | Marcel Guerrini | Nino Schurter     |
| 7 | 28 septembre | Snowshoe,         | 1 h 18 min 38 s   | + 1 s             | + 3 s           | Nino Schurter     |
| 8 | 8 octobre    | Mont Sainte-Anne, | Tom Pidcock       | Mathias Flückiger | Marcel Guerrini | Nino Schurter     |
| 8 | 8 octobre    | Mont Sainte-Anne, | 1 h 26 min 27 s   | + 26 s            | + 1 min 31 s    | Nino Schurter     |

| Pos | Cycliste          | Pts  |
| --- | ----------------- | ---- |
| 1.  | Nino Schurter     | 1549 |
| 2.  | Jordan Sarrou     | 1509 |
| 3.  | Mathias Flückiger | 1499 |
| 4.  | Luca Schwarzbauer | 1344 |
| 5.  | Thomas Griot      | 1196 |
| 6.  | Joshua Dubau      | 1125 |
| 7.  | Lars Forster      | 1056 |
| 8.  | Alan Hatherly     | 1055 |
| 9.  | Tom Pidcock       | 976  |
| 10. | Mārtiņš Blūms     | 964  |

#### Espoirs
| # | Date         | Lieu              | Vainqueur      | Deuxième       | Troisième       | Leader du général |
| - | ------------ | ----------------- | -------------- | -------------- | --------------- | ----------------- |
| 1 | 14 mai       | Nove Mesto        | Oliver Sølvhøj | Dario Lillo    | Tom Schellekens | Oliver Sølvhøj    |
| 2 | 11 juin      | Lenzerheide       | Dario Lillo    | Carter Woods   | Adrien Boichis  | Dario Lillo       |
| 3 | 18 juin      | Leogang           | Adrien Boichis | Dario Lillo    | Luke Wiedmann   | Dario Lillo       |
| 4 | 2 juillet    | Val di Sole       | Carter Woods   | Adrien Boichis | Riley Amos      | Adrien Boichis    |
| 5 | 27 août      | Pal Arinsal       | Riley Amos     | Adrien Boichis | Luca Martin     | Adrien Boichis    |
| 6 | 10 septembre | Les Gets          | Adrien Boichis | Riley Amos     | Carter Woods    | Adrien Boichis    |
| 7 | 28 septembre | Snowshoe          | Carter Woods   | Adrien Boichis | Riley Amos      | Adrien Boichis    |
| 8 | 8 octobre    | Mont Sainte-Anne, | Riley Amos     | Adrien Boichis | Bjorn Riley     | Adrien Boichis    |

| Pos | Cycliste        | Pts  |
| --- | --------------- | ---- |
| 1.  | Adrien Boichis  | 1044 |
| 2.  | Riley Amos      | 819  |
| 3.  | Carter Woods    | 774  |
| 4.  | Dario Lillo     | 764  |
| 5.  | Luke Wiedmann   | 593  |
| 6.  | Bjorn Riley     | 592  |
| 7.  | Luca Martin     | 585  |
| 8.  | Alex Malacarne  | 467  |
| 9.  | Mathis Guay     | 465  |
| 10. | Andreas Vittone | 412  |

### Femmes

#### Élites
| # | Date         | Lieu              | Vainqueur          | Deuxième               | Troisième              | Leader du général |
| - | ------------ | ----------------- | ------------------ | ---------------------- | ---------------------- | ----------------- |
| 1 | 14 mai       | Nove Mesto,       | Puck Pieterse      | Pauline Ferrand-Prévot | Loana Lecomte          | Puck Pieterse     |
| 1 | 14 mai       | Nove Mesto,       | 1 h 23 min 01 s    | + 5 s                  | + 11 s                 | Puck Pieterse     |
| 2 | 11 juin      | Lenzerheide,      | Loana Lecomte      | Anne Terpstra          | Alessandra Keller      | Puck Pieterse     |
| 2 | 11 juin      | Lenzerheide,      | 1 h 24 min 41 s    | + 18 s                 | + 32 s                 | Puck Pieterse     |
| 3 | 18 juin      | Leogang,          | Puck Pieterse      | Mona Mitterwallner     | Laura Stigger          | Puck Pieterse     |
| 3 | 18 juin      | Leogang,          | 1 h 16 min 38 s    | + 38 s                 | + 56 s                 | Puck Pieterse     |
| 4 | 2 juillet    | Val di Sole,      | Puck Pieterse      | Martina Berta          | Rebecca Henderson      | Puck Pieterse     |
| 4 | 2 juillet    | Val di Sole,      | 1 h 19 min 49 s    | + 52 s                 | + 1 min 00 s           | Puck Pieterse     |
| 5 | 27 août      | Pal Arinsal,      | Mona Mitterwallner | Alessandra Keller      | Pauline Ferrand-Prévot | Puck Pieterse     |
| 5 | 27 août      | Pal Arinsal,      | 1 h 14 min 09 s    | + 34 s                 | + 1 min 28 s           | Puck Pieterse     |
| 6 | 10 septembre | Les Gets,         | Mona Mitterwallner | Puck Pieterse          | Pauline Ferrand-Prévot | Puck Pieterse     |
| 6 | 10 septembre | Les Gets,         | 1 h 14 min 51 s    | + 38 s                 | + 1 min 14 s           | Puck Pieterse     |
| 7 | 1er octobre  | Snowshoe,         | Laura Stigger      | Loana Lecomte          | Martina Berta          | Puck Pieterse     |
| 7 | 1er octobre  | Snowshoe,         | 1 h 21 min 56 s    | + 23 s                 | + 32 s                 | Puck Pieterse     |
| 8 | 8 octobre    | Mont Sainte-Anne, | Loana Lecomte      | Jenny Rissveds         | Puck Pieterse          | Puck Pieterse     |
| 8 | 8 octobre    | Mont Sainte-Anne, | 1 h 28 min 09 s    | + 15 s                 | + 1 min 03 s           | Puck Pieterse     |

| Pos | Cycliste               | Pts  |
| --- | ---------------------- | ---- |
| 1.  | Puck Pieterse          | 1939 |
| 2.  | Loana Lecomte          | 1526 |
| 3.  | Mona Mitterwallner     | 1445 |
| 4.  | Laura Stigger          | 1394 |
| 5.  | Alessandra Keller      | 1327 |
| 6.  | Martina Berta          | 1299 |
| 7.  | Jenny Rissveds         | 1228 |
| 8.  | Pauline Ferrand-Prévot | 1157 |
| 9.  | Evie Richards          | 1156 |
| 10. | Anne Terpstra          | 1150 |

#### Espoirs
| # | Date         | Lieu              | Vainqueur         | Deuxième          | Troisième         | Leader du général |
| - | ------------ | ----------------- | ----------------- | ----------------- | ----------------- | ----------------- |
| 1 | 14 mai       | Nove Mesto        | Sofie Heby        | Ginia Caluori     | Emilly Johnston   | Sofie Heby        |
| 2 | 11 juin      | Lenzerheide       | Sofie Heby        | Ronja Blöchlinger | Sara Cortinovis   | Sofie Heby        |
| 3 | 18 juin      | Leogang           | Sofie Heby        | Samara Maxwell    | Ginia Caluori     | Sofie Heby        |
| 4 | 2 juillet    | Val di Sole       | Sofie Heby        | Samara Maxwell    | Ronja Blöchlinger | Sofie Heby        |
| 5 | 27 août      | Pal Arinsal       | Noëlle Buri       | Ronja Blöchlinger | Noémie Garnier    | Sofie Heby        |
| 6 | 10 septembre | Les Gets,         | Samara Maxwell    | Ronja Blöchlinger | Ginia Caluori     | Sofie Heby        |
| 7 | 28 septembre | Snowshoe          | Samara Maxwell    | Ronja Blöchlinger | Ginia Caluori     | Ronja Blöchlinger |
| 8 | 8 octobre    | Mont Sainte-Anne, | Ronja Blöchlinger | Noëlle Buri       | Madigan Munro     | Ronja Blöchlinger |

| Pos | Cycliste          | Pts  |
| --- | ----------------- | ---- |
| 1.  | Ronja Blöchlinger | 1033 |
| 2.  | Sofie Heby        | 896  |
| 3.  | Samara Maxwell    | 893  |
| 4.  | Noëlle Buri       | 801  |
| 5.  | Ginia Caluori     | 732  |
| 6.  | Madigan Munro     | 591  |
| 7.  | Sina van Thiel    | 574  |
| 8.  | Emilly Johnston   | 552  |
| 9.  | Noémie Garnier    | 550  |
| 10. | Sara Cortinovis   | 489  |

## Cross-country short track

### Hommes

#### Élites
| # | Date         | Lieu              | Vainqueur         | Deuxième          | Troisième            | Leader du général |
| - | ------------ | ----------------- | ----------------- | ----------------- | -------------------- | ----------------- |
| 1 | 12 mai       | Nove Mesto        | Tom Pidcock       | Samuel Gaze       | Luca Schwarzbauer    | Tom Pidcock       |
| 2 | 9 juin       | Lenzerheide       | Luca Schwarzbauer | Jordan Sarrou     | Sebastian Carstensen | Luca Schwarzbauer |
| 3 | 17 juin      | Leogang           | Jordan Sarrou     | Luca Schwarzbauer | Mārtiņš Blūms        | Luca Schwarzbauer |
| 4 | 30 juin      | Val di Sole       | Luca Schwarzbauer | Alan Hatherly     | Joshua Dubau         | Luca Schwarzbauer |
| 5 | 25 août      | Pal Arinsal       | Luca Schwarzbauer | Nino Schurter     | Jordan Sarrou        | Luca Schwarzbauer |
| 6 | 8 septembre  | Les Gets          | Victor Koretzky   | Jordan Sarrou     | Luca Schwarzbauer    | Luca Schwarzbauer |
| 7 | 29 septembre | Snowshoe,         | Victor Koretzky   | Jordan Sarrou     | Luca Schwarzbauer    | Luca Schwarzbauer |
| 8 | 6 octobre    | Mont Sainte-Anne, | Victor Koretzky   | Jordan Sarrou     | Christopher Blevins  | Luca Schwarzbauer |

| Pos | Cycliste          | Pts  |
| --- | ----------------- | ---- |
| 1.  | Luca Schwarzbauer | 1550 |
| 2.  | Jordan Sarrou     | 1440 |
| 3.  | Joshua Dubau      | 926  |
| 4.  | Jens Schuermans   | 837  |
| 5.  | Nino Schurter     | 831  |
| 6.  | Victor Koretzky   | 830  |
| 7.  | Mathias Flückiger | 820  |
| 8.  | Alan Hatherly     | 814  |
| 9.  | Martins Blums     | 795  |
| 10. | Luca Braidot      | 782  |

#### Espoirs
| # | Date         | Lieu              | Vainqueur      | Deuxième       | Troisième      | Leader du général |
| - | ------------ | ----------------- | -------------- | -------------- | -------------- | ----------------- |
| 1 | 12 mai       | Nove Mesto        | Adrien Boichis | Riley Amos     | Oliver Sølvhøj | Adrien Boichis    |
| 2 | 8 juin       | Lenzerheide       | Dario Lillo    | Adrien Boichis | Carter Woods   | Adrien Boichis    |
| 3 | 17 juin      | Leogang           | Adrien Boichis | Riley Amos     | Luke Wiedmann  | Adrien Boichis    |
| 4 | 29 juin      | Val di Sole       | Carter Woods   | Luca Martin    | Adrien Boichis | Adrien Boichis    |
| 5 | 24 août      | Pal Arinsal       | Adrien Boichis | Riley Amos     | Alex Malacarne | Adrien Boichis    |
| 6 | 7 septembre  | Les Gets          | Adrien Boichis | Riley Amos     | Carter Woods   | Adrien Boichis    |
| 7 | 28 septembre | Snowshoe,         | Riley Amos     | Carter Woods   | Luca Martin    | Adrien Boichis    |
| 8 | 5 octobre    | Mont Sainte-Anne, | Adrien Boichis | Carter Woods   | Riley Amos     | Adrien Boichis    |

| Pos | Cycliste        | Pts |
| --- | --------------- | --- |
| 1.  | Adrien Boichis  | 855 |
| 2.  | Carter Woods    | 685 |
| 3.  | Riley Amos      | 680 |
| 4.  | Dario Lillo     | 584 |
| 5.  | Luke Wiedmann   | 498 |
| 6.  | Luca Martin     | 466 |
| 7.  | Alex Malacarne  | 417 |
| 8.  | Bjorn Riley     | 366 |
| 9.  | Mathis Guay     | 353 |
| 10. | Andreas Vittone | 345 |

### Femmes

#### Élites
| # | Date         | Lieu              | Vainqueur              | Deuxième          | Troisième              | Leader du général      |
| - | ------------ | ----------------- | ---------------------- | ----------------- | ---------------------- | ---------------------- |
| 1 | 12 mai       | Nove Mesto        | Laura Stigger          | Alessandra Keller | Sina Frei              | Laura Stigger          |
| 2 | 9 juin       | Lenzerheide       | Jenny Rissveds         | Alessandra Keller | Pauline Ferrand-Prévot | Alessandra Keller      |
| 3 | 17 juin      | Leogang           | Pauline Ferrand-Prévot | Puck Pieterse     | Evie Richards          | Pauline Ferrand-Prévot |
| 4 | 30 juin      | Val di Sole       | Laura Stigger          | Puck Pieterse     | Pauline Ferrand-Prévot | Pauline Ferrand-Prévot |
| 5 | 25 août      | Pal Arinsal       | Alessandra Keller      | Evie Richards     | Puck Pieterse          | Alessandra Keller      |
| 6 | 8 septembre  | Les Gets          | Puck Pieterse          | Evie Richards     | Alessandra Keller      | Puck Pieterse          |
| 7 | 29 septembre | Snowshoe,         | Evie Richards          | Puck Pieterse     | Rebecca Henderson      | Puck Pieterse          |
| 8 | 6 octobre    | Mont Sainte-Anne, | Laura Stigger          | Loana Lecomte     | Rebecca Henderson      | Puck Pieterse          |

| Pos | Cycliste               | Pts  |
| --- | ---------------------- | ---- |
| 1.  | Puck Pieterse          | 1420 |
| 2.  | Alessandra Keller      | 1278 |
| 3.  | Evie Richards          | 1236 |
| 4.  | Laura Stigger          | 1179 |
| 5.  | Jenny Rissveds         | 962  |
| 6.  | Rebecca Henderson      | 867  |
| 7.  | Pauline Ferrand-Prévot | 850  |
| 8.  | Gwendalyn Gibson       | 821  |
| 9.  | Loana Lecomte          | 819  |
| 10. | Anne Terpstra          | 808  |

#### Espoirs
| # | Date         | Lieu              | Vainqueur         | Deuxième       | Troisième      | Leader du général |
| - | ------------ | ----------------- | ----------------- | -------------- | -------------- | ----------------- |
| 1 | 12 mai       | Nove Mesto        | Ronja Blöchlinger | Noëlle Buri    | Sofie Heby     | Ronja Blöchlinger |
| 2 | 8 juin       | Lenzerheide       | Ronja Blöchlinger | Ginia Caluori  | Sofie Heby     | Ronja Blöchlinger |
| 3 | 17 juin      | Leogang           | Ronja Blöchlinger | Sofie Heby     | Noëlle Buri    | Ronja Blöchlinger |
| 4 | 29 juin      | Val di Sole       | Ronja Blöchlinger | Sofie Heby     | Noémie Garnier | Ronja Blöchlinger |
| 5 | 24 août      | Pal Arinsal       | Ronja Blöchlinger | Samara Maxwell | Noëlle Buri    | Ronja Blöchlinger |
| 6 | 7 septembre  | Les Gets          | Ronja Blöchlinger | Samara Maxwell | Noëlle Buri    | Ronja Blöchlinger |
| 7 | 28 septembre | Snowshoe,         | Ronja Blöchlinger | Samara Maxwell | Noëlle Buri    | Ronja Blöchlinger |
| 8 | 5 octobre    | Mont Sainte-Anne, | Ronja Blöchlinger | Samara Maxwell | Noëlle Buri    | Ronja Blöchlinger |

| Pos | Cycliste          | Pts  |
| --- | ----------------- | ---- |
| 1.  | Ronja Blöchlinger | 1000 |
| 2.  | Samara Maxwell    | 630  |
| 3.  | Noëlle Buri       | 630  |
| 4.  | Sofie Heby        | 628  |
| 5.  | Ginia Caluori     | 555  |
| 6.  | Noémie Garnier    | 467  |
| 7.  | Madigan Munro     | 442  |
| 8.  | Sina van Thiel    | 426  |
| 9.  | Emilly Johnston   | 398  |
| 10. | Kira Böhm         | 391  |

## Descente

### Hommes

#### Élites
| # | Date         | Lieu             | Vainqueur         | Deuxième       | Troisième         | Leader du général |
| - | ------------ | ---------------- | ----------------- | -------------- | ----------------- | ----------------- |
| 1 | 10 juin      | Lenzerheide      | Jordan Williams   | Loris Vergier  | Loïc Bruni        | Jordan Williams   |
| 2 | 18 juin      | Leogang          | Andreas Kolb      | Loïc Bruni     | Jackson Goldstone | Loïc Bruni        |
| 3 | 2 juillet    | Val di Sole      | Jackson Goldstone | Finn Iles      | Thibaut Dapréla   | Jackson Goldstone |
| 4 | 26 août      | Pal Arinsal      | Thibaut Dapréla   | Greg Minnaar   | Finn Iles         | Finn Iles         |
| 5 | 3 septembre  | Loudenvielle     | Loïc Bruni        | Dakotah Norton | Laurie Greenland  | Loïc Bruni        |
| 6 | 9 septembre  | Les Gets         | Benoît Coulanges  | Andreas Kolb   | Loris Vergier     | Loïc Bruni        |
| 7 | 30 septembre | Snowshoe,        | Óisín O'Callaghan | Rónán Dunne    | Dakotah Norton    | Loïc Bruni        |
| 8 | 7 octobre    | Mont Sainte-Anne | Jackson Goldstone | Ethan Craik    | Loïc Bruni        | Loïc Bruni        |

| Pos | Cycliste          | Pts   |
| --- | ----------------- | ----- |
| 1.  | Loïc Bruni        | 1 698 |
| 2.  | Jackson Goldstone | 1 616 |
| 3.  | Loris Vergier     | 1 533 |
| 4.  | Finn Iles         | 1 366 |
| 5.  | Andreas Kolb      | 1 357 |
| 6.  | Bernard Kerr      | 1 138 |
| 7.  | Benoît Coulanges  | 1 112 |
| 8.  | Troy Brosnan      | 1 078 |
| 9.  | Dakotah Norton    | 1 042 |
| 10. | Luca Shaw         | 987   |

#### Juniors
| # | Date        | Lieu             | Vainqueur         | Deuxième          | Troisième                  | Leader du général |
| - | ----------- | ---------------- | ----------------- | ----------------- | -------------------------- | ----------------- |
| 1 | 9 juin      | Lenzerheide      | Christian Hauser  | Bodhi Kuhn        | Hugo Marini                | Christian Hauser  |
| 2 | 18 juin     | Leogang          | Léo Abela         | Bodhi Kuhn        | Daniel Castellanos Liberal | Bodhi Kuhn        |
| 3 | 2 juillet   | Val di Sole      | Bodhi Kuhn        | Ryan Pinkerton    | Henri Kiefer               | Bodhi Kuhn        |
| 4 | 25 août     | Pal Arinsal      | Ryan Pinkerton    | Christian Hauser  | Nathan Pontvianne          | Bodhi Kuhn        |
| 5 | 3 septembre | Loudenvielle     | Ryan Pinkerton    | Nathan Pontvianne | Christian Hauser           | Ryan Pinkerton    |
| 6 | 7 septembre | Les Gets         | Ryan Pinkerton    | Jon Mozell        | Evan Medcalf               | Ryan Pinkerton    |
| 7 | 1er octobre | Snowshoe         | Ryan Pinkerton    | Evan Medcalf      | Mylann Falquet             | Ryan Pinkerton    |
| 8 | 8 octobre   | Mont Sainte-Anne | Nathan Pontvianne | Mylann Falquet    | Kimi Viardot               | Ryan Pinkerton    |

| Pos | Cycliste          | Pts |
| --- | ----------------- | --- |
| 1.  | Ryan Pinkerton    | 343 |
| 2.  | Nathan Pontvianne | 225 |
| 3.  | Bodhi Kuhn        | 213 |
| 4.  | Mylann Falquet    | 200 |
| 5.  | Léo Abela         | 197 |
| 6.  | Christian Hauser  | 174 |
| 7.  | Evan Medcalf      | 174 |
| 8.  | Mike Huter        | 174 |
| 9.  | Hugo Marini       | 173 |
| 10. | Dom Platt         | 164 |

### Femmes

#### Élites
| # | Date        | Lieu             | Vainqueur       | Deuxième         | Troisième        | Leader du général |
| - | ----------- | ---------------- | --------------- | ---------------- | ---------------- | ----------------- |
| 1 | 10 juin     | Lenzerheide      | Rachel Atherton | Camille Balanche | Nina Hoffmann    | Rachel Atherton   |
| 2 | 18 juin     | Leogang          | Valentina Höll  | Camille Balanche | Rachel Atherton  | Camille Balanche  |
| 3 | 2 juillet   | Val di Sole      | Valentina Höll  | Camille Balanche | Jess Blewitt     | Camille Balanche  |
| 4 | 27 août     | Pal Arinsal      | Nina Hoffmann   | Valentina Höll   | Tahnée Seagrave  | Valentina Höll    |
| 5 | 3 septembre | Loudenvielle     | Valentina Höll  | Nina Hoffmann    | Marine Cabirou   | Valentina Höll    |
| 6 | 9 septembre | Les Gets         | Marine Cabirou  | Monika Hrastnik  | Nina Hoffmann    | Valentina Höll    |
| 7 | 1er octobre | Snowshoe         | Marine Cabirou  | Nina Hoffmann    | Valentina Höll   | Valentina Höll    |
| 8 | 8 octobre   | Mont Sainte-Anne | Valentina Höll  | Nina Hoffmann    | Veronika Widmann | Valentina Höll    |

| Pos | Cycliste         | Pts   |
| --- | ---------------- | ----- |
| 1.  | Valentina Höll   | 2 422 |
| 2.  | Nina Hoffmann    | 1 913 |
| 3.  | Marine Cabirou   | 1 734 |
| 4.  | Monika Hrastnik  | 1 276 |
| 5.  | Camille Balanche | 1 020 |
| 6.  | Tahnée Seagrave  | 989   |
| 7.  | Gracey Hemstreet | 698   |
| 8.  | Mille Johnset    | 682   |
| 9.  | Rachel Atherton  | 616   |
| 10. | Phoebe Gale      | 597   |

#### Juniors
| # | Date        | Lieu             | Vainqueur             | Deuxième              | Troisième             | Leader du général     |
| - | ----------- | ---------------- | --------------------- | --------------------- | --------------------- | --------------------- |
| 1 | 9 juin      | Lenzerheide      | Erice van Leuven      | Valentina Roa Sanchez | Lisa Bouladou         | Erice van Leuven      |
| 2 | 18 juin     | Leogang          | Lisa Bouladou         | Aimi Kenyon           | Riley Miller          | Lisa Bouladou         |
| 3 | 2 juillet   | Val di Sole      | Sacha Earnest         | Erice Van Leuven      | Lisa Bouladou         | Lisa Bouladou         |
| 4 | 27 août     | Pal Arinsal      | Erice Van Leuven      | Valentina Roa Sanchez | Lisa Bouladou         | Lisa Bouladou         |
| 5 | 3 septembre | Loudenvielle     | Sacha Earnest         | Erice Van Leuven      | Valentina Roa Sanchez | Lisa Bouladou         |
| 6 | 7 septembre | Les Gets         | Valentina Roa Sanchez | Sacha Mills           | Laïs Bonnaure         | Valentina Roa Sanchez |
| 7 | 1er octobre | Snowshoe         | Erice Van Leuven      | Taylor Ostgaard       | Valentina Roa Sanchez | Valentina Roa Sanchez |
| 8 | 8 octobre   | Mont Sainte-Anne | Valentina Roa Sanchez | Sacha Earnest         | Lisa Bouladou         | Valentina Roa Sanchez |

| Pos | Cycliste              | Pts |
| --- | --------------------- | --- |
| 1.  | Valentina Roa Sanchez | 390 |
| 2.  | Lisa Bouladou         | 360 |
| 3.  | Erice Van Leuven      | 285 |
| 4.  | Sacha Earnest         | 220 |
| 5.  | Laïs Bonnaure         | 215 |
| 6.  | Aimi Kenyon           | 190 |
| 7.  | Emma Iten             | 170 |
| 8.  | Taylor Ostgaard       | 160 |
| 9.  | Sacha Mills           | 110 |
| 10. | Vanesa Petrovska      | 75  |

## Cross-country marathon

### Hommes
| # | Date         | Lieu             | Vainqueur           | Deuxième             | Troisième           | Leader du général   |
| - | ------------ | ---------------- | ------------------- | -------------------- | ------------------- | ------------------- |
| 1 | 13 mai       | Nove Mesto       | Fabian Rabensteiner | Nicolas Samparisi    | Simon Stiebjahn     | Fabian Rabensteiner |
| 2 | 3 juin       | Finale Ligure    | Diego Arias         | Martin Stošek        | Fabian Rabensteiner | Fabian Rabensteiner |
| 3 | 16 septembre | Portes du Soleil | Leonardo Páez       | Diego Rosa           | Andreas Seewald     | Fabian Rabensteiner |
| 4 | 27 septembre | Snowshoe,        | Simon Stiebjahn     | Axel Roudil-Cortinat | Casey South         | Fabian Rabensteiner |

| Pos | Cycliste            | Pts |
| --- | ------------------- | --- |
| 1.  | Fabian Rabensteiner | 650 |
| 2.  | Simon Stiebjahn     | 606 |
| 3.  | Leonardo Páez       | 508 |
| 4.  | Diego Arias         | 470 |
| 5.  | Diego Rosa          | 450 |
| 6.  | Nicolas Samparisi   | 448 |
| 7.  | Samuele Porro       | 442 |
| 8.  | Simon Schneller     | 420 |
| 9.  | Jakob Hartmann      | 418 |
| 10. | Martin Stošek       | 406 |

### Femmes
| # | Date         | Lieu             | Vainqueur       | Deuxième        | Troisième          | Leader du général |
| - | ------------ | ---------------- | --------------- | --------------- | ------------------ | ----------------- |
| 1 | 13 mai       | Nove Mesto       | Lejla Njemčević | Kataržina Sosna | Irina Lützelschwab | Lejla Njemčević   |
| 2 | 3 juin       | Finale Ligure    | Adelheid Morath | Lejla Njemčević | Vera Looser        | Lejla Njemčević   |
| 3 | 16 septembre | Portes du Soleil | Vera Looser     | Lejla Njemčević | Irina Lützelschwab | Lejla Njemčević   |
| 4 | 28 septembre | Snowshoe         | Rae Hannah Otto | Haley Smith     | Kataržina Sosna    | Lejla Njemčević   |

| Pos | Cycliste             | Pts |
| --- | -------------------- | --- |
| 1.  | Lejla Njemčević      | 800 |
| 2.  | Bettina Janas        | 520 |
| 3.  | Kataržina Sosna      | 500 |
| 4.  | Vera Looser          | 410 |
| 5.  | Estelle Morel        | 348 |
| 6.  | Irina Lützelschwab   | 320 |
| 7.  | Costanza Fasolis     | 310 |
| 8.  | Janina Wüst          | 280 |
| 9.  | Michalina Ziółkowska | 266 |
| 10. | Margot Moschetti     | 265 |

## Cross-country eliminator

### Hommes
| # | Date         | Lieu      | Vainqueur             | Deuxième              | Troisième               | Leader du général     |
| - | ------------ | --------- | --------------------- | --------------------- | ----------------------- | --------------------- |
| 1 | 21 mai       | Sakarya   | Titouan Perrin-Ganier | Simon Gegenheimer     | Quentin Schrotzenberger | Titouan Perrin-Ganier |
| 2 | 4 juin       | Louvain   | Titouan Perrin-Ganier | Jarne Vandersteen     | Simon Gegenheimer       | Titouan Perrin-Ganier |
| 3 | 15 juillet   | Aalen     | Felix Klausmann       | Titouan Perrin-Ganier | Killian Demangeon       | Titouan Perrin-Ganier |
| 4 | 13 août      | Audenarde | Sondre Rokke          | Lorenzo Serres        | Quentin Schrotzenberger | Titouan Perrin-Ganier |
| 5 | 29 septembre | Barcelone | Simon Gegenheimer     | Lorenzo Serres        | Theo Hauser             | Titouan Perrin-Ganier |

| Pos | Cycliste                | Pts |
| --- | ----------------------- | --- |
| 1.  | Titouan Perrin-Ganier   | 218 |
| 2.  | Simon Gegenheimer       | 207 |
| 3.  | Lorenzo Serres          | 190 |
| 4.  | Thibaut Kahlhoven       | 146 |
| 5.  | Quentin Schrotzenberger | 142 |
| 6.  | Felix Klausmann         | 123 |
| 7.  | Nils-Obed Riecker       | 122 |
| 8.  | Theo Hauser             | 115 |
| 9.  | Sondre Rokke            | 108 |
| 10. | Jakob Klemenčič         | 74  |

### Femmes
| # | Date         | Lieu      | Vainqueur         | Deuxième              | Troisième         | Leader du général |
| - | ------------ | --------- | ----------------- | --------------------- | ----------------- | ----------------- |
| 1 | 21 mai       | Sakarya   | Marion Fromberger | Annemoon van Dienst   | Didi de Vries     | Marion Fromberger |
| 2 | 4 juin       | Louvain   | Gaia Tormena      | Shanyl De Schoesitter | Line Mygdam       | Gaia Tormena      |
| 3 | 15 juillet   | Aalen     | Lia Schrievers    | Gaia Tormena          | Lina Huber        | Gaia Tormena      |
| 4 | 13 août      | Audenarde | Gaia Tormena      | Marion Fromberger     | Agnes Abrahamsson | Gaia Tormena      |
| 5 | 29 septembre | Barcelone | Gaia Tormena      | Marion Fromberger     | Katharina Sadnik  | Gaia Tormena      |

| Pos | Cycliste                  | Pts |
| --- | ------------------------- | --- |
| 1.  | Gaia Tormena              | 313 |
| 2.  | Marion Fromberger         | 255 |
| 3.  | Annemoon van Dienst       | 144 |
| 4.  | Didi de Vries             | 130 |
| 5.  | Agnes Abrahamsson         | 109 |
| 6.  | Coline Clauzure           | 91  |
| 7.  | Madison Boissiere         | 83  |
| 8.  | Valentine Schrotzenberger | 83  |
| 9.  | Aline Simoes              | 74  |
| 10. | Line Mygdam               | 73  |

## Cross-country à assistance électrique

### Hommes
| #  | Date         | Lieu              | Vainqueur      | Deuxième        | Troisième            | Leader du général |
| -- | ------------ | ----------------- | -------------- | --------------- | -------------------- | ----------------- |
| 1  | 20 mai       | Monaco            | Jérôme Gilloux | Joris Ryf       | Hugo Pigeon          | Jérôme Gilloux    |
| 2  | 21 mai       | Monaco            | Emeric Ienzer  | Hugo Pigeon     | Jérôme Gilloux       | Jérôme Gilloux    |
| 3  | 10 juin      | Bologne           | Jérôme Gilloux | Robert Williams | Martino Fruet        | Jérôme Gilloux    |
| 4  | 11 juin      | Bologne           | Théo Charmes   | Jérôme Gilloux  | Joris Ryf            | Jérôme Gilloux    |
| 5  | 15 juillet   | San Paolo d'Argon | Jérôme Gilloux | Joris Ryf       | Heiko Hog            | Jérôme Gilloux    |
| 6  | 16 juillet   | San Paolo d'Argon | Joris Ryf      | Jérôme Gilloux  | Théo Charmes         | Jérôme Gilloux    |
| 7  | 29 août      | Spa-Francorchamps | Joris Ryf      | Mirko Tabacchi  | Jérôme Gilloux       | Jérôme Gilloux    |
| 8  | 30 août      | Spa-Francorchamps | Joris Ryf      | Jérôme Gilloux  | Mirko Tabacchi       | Jérôme Gilloux    |
| 9  | 2 septembre  | Bielstein         | Jérôme Gilloux | Joris Ryf       | Théo Charmes         | Jérôme Gilloux    |
| 10 | 3 septembre  | Bielstein         | Jérôme Gilloux | Joris Ryf       | Mirko Tabacchi       | Jérôme Gilloux    |
| 11 | 22 septembre | Gérone            | Jérôme Gilloux | Joris Ryf       | Mirko Tabacchi       | Jérôme Gilloux    |
| 12 | 23 septembre | Gérone            | Jérôme Gilloux | Joris Ryf       | Lluc Coma Macia      | Jérôme Gilloux    |
| 13 | 21 octobre   | Barcelone         | Jérôme Gilloux | Mirko Tabacchi  | Guillem Cassu Cantin | Jérôme Gilloux    |

| Pos | Cycliste       | Pts |
| --- | -------------- | --- |
| 1.  | Jérôme Gilloux | 292 |
| 2.  | Joris Ryf      | 235 |
| 3.  | Théo Charmes   | 127 |
| 4.  | Rico Libesch   | 108 |
| 5.  | Heiko Hog      | 104 |

### Femmes
| #  | Date         | Lieu              | Vainqueur           | Deuxième            | Troisième          | Leader du général |
| -- | ------------ | ----------------- | ------------------- | ------------------- | ------------------ | ----------------- |
| 1  | 20 mai       | Monaco            | Nicole Göldi        | Justine Tonso       | Sofia Wiedenroth   | Nicole Göldi      |
| 2  | 21 mai       | Monaco            | Justine Tonso       | Nicole Göldi        | Anna Spielmann     | Justine Tonso     |
| 3  | 10 juin      | Bologne           | Nathalie Schneitter | Justine Tonso       | Sofia Wiedenroth   | Justine Tonso     |
| 4  | 11 juin      | Bologne           | Nicole Göldi        | Nathalie Schneitter | Anna Spielmann     | Nicole Göldi      |
| 5  | 15 juillet   | San Paolo d'Argon | Sofia Wiedenroth    | Nathalie Schneitter | Justine Tonso      | Justine Tonso     |
| 6  | 16 juillet   | San Paolo d'Argon | Justine Tonso       | Nathalie Schneitter | Sofia Wiedenroth   | Justine Tonso     |
| 7  | 29 août      | Spa-Francorchamps | Justine Tonso       | Sofia Wiedenroth    | Antonia Daubermann | Justine Tonso     |
| 8  | 30 août      | Spa-Francorchamps | Justine Tonso       | Sofia Wiedenroth    | Antonia Daubermann | Justine Tonso     |
| 9  | 2 septembre  | Bielstein         | Justine Tonso       | Sofia Wiedenroth    | Antonia Daubermann | Justine Tonso     |
| 10 | 3 septembre  | Bielstein         | Justine Tonso       | Sofia Wiedenroth    | Antonia Daubermann | Justine Tonso     |
| 11 | 22 septembre | Gérone            | Sofia Wiedenroth    | Justine Tonso       | Barbora Vojta      | Justine Tonso     |
| 12 | 23 septembre | Gérone            | Justine Tonso       | Anna Spielmann      | Barbora Vojta      | Justine Tonso     |
| 13 | 21 octobre   | Barcelone         | Anna Spielmann      | Nathalie Schneitter | Sofia Wiedenroth   | Justine Tonso     |

| Pos | Cycliste            | Pts |
| --- | ------------------- | --- |
| 1.  | Justine Tonso       | 269 |
| 2.  | Sofia Wiedenroth    | 238 |
| 3.  | Antonia Daubermann  | 139 |
| 4.  | Nathalie Schneitter | 105 |
| 5.  | Anna Spielmann      | 103 |

## Enduro

### Hommes
| # | Date            | Lieu             | Vainqueur        | Deuxième         | Troisième        | Leader du général |
| - | --------------- | ---------------- | ---------------- | ---------------- | ---------------- | ----------------- |
| 1 | 25-26 mars      | Maydena (en)     | Luke Meier-Smith | Daniel Booker    | Connor Fearon    | Luke Meier-Smith  |
| 2 | 1-2 avril       | Derby (en)       | Richard Rude Jr  | Slawomir Lukasik | Jesse Melamed    | Richard Rude Jr   |
| 3 | 3-4 juin        | Finale Ligure    | Jesse Melamed    | Rhys Verner      | Alex Rudeau      | Jesse Melamed     |
| 4 | 15-18 juin      | Leogang          | Rhys Verner      | Richard Rude Jr  | Alex Rudeau      | Richard Rude Jr   |
| 5 | 24-25 juin      | Val di Fassa     | Matthew Walker   | Alex Rudeau      | Richard Rude Jr. | Richard Rude Jr.  |
| 6 | 1-3 septembre   | Loudenvielle     | Youn Deniaud     | Alex Rudeau      | Louis Jeandel    | Richard Rude Jr.  |
| 7 | 14-17 septembre | Portes du Soleil | Jesse Melamed    | Alex Rudeau      | Richard Rude Jr. | Richard Rude Jr.  |

| Pos | Cycliste         | Pts  |
| --- | ---------------- | ---- |
| 1.  | Richard Rude Jr. | 2576 |
| 2.  | Jesse Melamed    | 2443 |
| 3.  | Alex Rudeau      | 2395 |
| 4.  | Rhys Verner      | 2044 |
| 5.  | Charles Murray   | 1934 |

### Femmes
| # | Date            | Lieu             | Vainqueur          | Deuxième           | Troisième          | Leader du général  |
| - | --------------- | ---------------- | ------------------ | ------------------ | ------------------ | ------------------ |
| 1 | 25-26 mars      | Maydena (en)     | Isabeau Courdurier | Morgane Charre     | Ella Conolly       | Isabeau Courdurier |
| 2 | 1-2 avril       | Derby (en)       | Rebecca Baraona    | Harriet Harnden    | Ella Conolly       | Rebecca Baraona    |
| 3 | 3-4 juin        | Finale Ligure    | Morgane Charre     | Gloria Scarsi      | Isabeau Courdurier | Morgane Charre     |
| 4 | 15-18 juin      | Leogang          | Isabeau Courdurier | Gloria Scarsi      | Morgane Charre     | Isabeau Courdurier |
| 5 | 24-25 juin      | Val di Fassa     | Isabeau Courdurier | Morgane Charre     | Mélanie Pugin      | Isabeau Courdurier |
| 6 | 1-3 septembre   | Loudenvielle     | Isabeau Courdurier | Morgane Charre     | Ella Conolly       | Isabeau Courdurier |
| 7 | 14-17 septembre | Portes du Soleil | Morgane Charre     | Isabeau Courdurier | Harriet Harnden    | Isabeau Courdurier |

| Pos | Cycliste           | Pts  |
| --- | ------------------ | ---- |
| 1.  | Isabeau Courdurier | 3183 |
| 2.  | Morgane Charre     | 3021 |
| 3.  | Harriet Harnden    | 2333 |
| 4.  | Gloria Scarsi      | 2061 |
| 5.  | Rebecca Baraona    | 2012 |

## Enduro électrique

### Hommes
| # | Date            | Lieu             | Vainqueur    | Deuxième       | Troisième       | Leader du général |
| - | --------------- | ---------------- | ------------ | -------------- | --------------- | ----------------- |
| 1 | 3-4 juin        | Finale Ligure    | Fabien Barel | Antoine Rogge  | Florian Nicolai | Fabien Barel      |
| 2 | 15-18 juin      | Leogang          | Fabien Barel | Michael Hannah | Tiago Ladeira   | Fabien Barel      |
| 3 | 24-25 juin      | Val di Fassa     | Kévin Marry  | Alex Marin     | Hugo Pigeon     | Fabien Barel      |
| 4 | 1-3 septembre   | Loudenvielle     | Fabien Barel | Alex Marin     | Tiago Ladeira   | Fabien Barel      |
| 5 | 14-17 septembre | Portes du Soleil | Kévin Marry  | Tiago Ladeira  | Michael Hannah  | Fabien Barel      |

| Pos | Cycliste       | Pts |
| --- | -------------- | --- |
| 1.  | Fabien Barel   | 970 |
| 2.  | Kévin Marry    | 929 |
| 3.  | Tiago Ladeira  | 829 |
| 4.  | Alex Marin     | 673 |
| 5.  | Michael Hannah | 672 |

### Femmes
| # | Date            | Lieu             | Vainqueur                    | Deuxième                     | Troisième     | Leader du général            |
| - | --------------- | ---------------- | ---------------------------- | ---------------------------- | ------------- | ---------------------------- |
| 1 | 3-4 juin        | Finale Ligure    | Laura Charles                | Florencia Espiñeira Herreros | Tracy Moseley | Laura Charles                |
| 2 | 15-18 juin      | Leogang          | Florencia Espiñeira Herreros | Ines Thoma                   | Tracy Moseley | Florencia Espiñeira Herreros |
| 3 | 24-25 juin      | Val di Fassa     | Laura Charles                | Florencia Espiñeira Herreros | Ines Thoma    | Florencia Espiñeira Herreros |
| 4 | 1-3 septembre   | Loudenvielle     | Florencia Espiñeira Herreros | Tracy Moseley                | Laura Charles | Florencia Espiñeira Herreros |
| 5 | 14-17 septembre | Portes du Soleil | Florencia Espiñeira Herreros | Tracy Moseley                | Ines Thoma    | Florencia Espiñeira Herreros |

| Pos | Cycliste                     | Pts  |
| --- | ---------------------------- | ---- |
| 1.  | Florencia Espiñeira Herreros | 1254 |
| 2.  | Laura Charles                | 941  |
| 3.  | Ines Thoma                   | 786  |
| 4.  | Tracy Moseley                | 776  |
| 5.  | Sofia Wiedenroth             | 372  |